# ماگدلنا فولارچیک
ماگدلنا فولارچیک (انگلیسی: Magdalena Fularczyk؛ زادهٔ ۱۶ سپتامبر ۱۹۸۶) قایقران روئینگ اهل لهستان است.
وی در مسابقات کشوری و بین‌المللی در مجموع برندهٔ ۴ مدال طلا، ۵ مدال نقره، ۳ مدال برنز شده‌است.